# FC Wegberg-Beeck
El FC Wegberg-Beeck es un equipo de fútbol de Alemania que juega en la Oberliga Mittelrhein, una de las ligas que conforman la quinta división de fútbol en el país.

## Historia
Fue fundado el 1 de febrero de 1920 en la ciudad de Wegberg con el nombre 'SV 1920 Beeck, nombre que usó hasta finales de la Segunda Guerra Mundial hasta que en 1996 lo cambiaron por su denominación actual.
El equipo pasó en los niveles amateur de Alemania hasta el año 1993 cuando ascendió a la Landesliga Mittelrhern. En 1996 ascienden a la Oberliga, manteniéndose ahí hasta el 2002. Pasaron entre la cuarta y sexta categoría por varios años y clasificaron a la Copa de Alemania en la temporada 2008/09, perdiendo 1-4 ante el Alemannia Aquisgrán en la primera ronda. En 2011 retornan a la Oberliga, en la que estuvieron hasta que lograron en ascenso a la Regionalliga West por primera vez en su historia.

## Palmarés
- Oberliga Mittelrhein: 1

2015
- Verbandsliga Mittelrhein: 2

2005, 2010
- Landesliga Mittelrhein 1

2003
- Middle Rhine Cup: 1

2008